# Gaiacu
Gaiacu (em fon, Gaiaku) é um cargo exclusivamente feminino do Candomblé Jeje, semelhante a Doné, Ialorixá do Candomblé Queto ou Noche da Casa das Minas. É uma sacerdotisa de vodum das Religiões afro-brasileiras.